# Killavullen
Killavullen (iriska: Cill an Mhuilinn) är en ort i republiken Irland.   Den ligger i grevskapet County Cork och provinsen Munster, i den södra delen av landet, 200 km sydväst om huvudstaden Dublin. Killavullen ligger 46 meter över havet och antalet invånare är 257.
Terrängen runt Killavullen är platt åt nordväst, men åt sydost är den kuperad. Killavullen ligger nere i en dal. Runt Killavullen är det glesbefolkat, med 11 invånare per kvadratkilometer. Närmaste större samhälle är Mallow, 8,3 km väster om Killavullen. Trakten runt Killavullen består i huvudsak av gräsmarker.